# Mondement-Montgivroux
Mondement-Montgivroux es una comuna francesa situada en el departamento de Marne, en la región de Gran Este.

## Demografía
| 41 | 54 | 50 | 51 | 56 | 48 | 28 |
| Para los censos de 1962 a 1999 la población legal corresponde a la población sin duplicidades (Fuente: INSEE [Consultar]) |    |    |    |    |    |    |